# Adam Thomson

a Compétitions nationales et continentales officielles uniquement.

b Matchs officiels uniquement.
Dernière mise à jour le 15 septembre 2021.
Adam Thomson, né le 23 mars 1982 à Ashburton (Nouvelle-Zélande), est un joueur international néo-zélandais de rugby à XV. Il évolue au poste de troisième ligne aile (1,96 m pour 112 kg).
Cet avant réputé pour sa vitesse de pointe a fait partie de l'équipe de Nouvelle-Zélande qui a remporté la Coupe du monde de rugby à XV 2011.

## Biographie
Spécialiste du poste de troisième-ligne aile côté fermé (blindside flanker en anglais), Adam Thomson fait ses débuts dans le NPC en 2004 avec la province d'Otago. En 2006, il est sélectionné pour le Super 12 avec la franchise des Highlanders mais ne dispute que 3 matchs de la compétition. L'année suivante, il n'est pas retenu même s'il brille avec Otago dont il est le meilleur marqueur d'essais avec 5 réalisations. Thomson ne revient chez les Highlanders qu'en 2008 où il finit par s'imposer comme titulaire au poste de troisième ligne aile. Il dispute cette saison-là 12 matchs et inscrit 5 essais.
Il fait ses débuts avec la équipe de Nouvelle-Zélande le 7 juin 2008 lors d'un test-match contre l'Irlande et est retenu pour les Tri nations 2008 et 2009. Bien qu'il ne soit qu'un second choix derrière Jerome Kaino, Kieran Read et Richie McCaw, il connaît de nombreuses sélections en remplaçant régulièrement l'un des trois joueurs. Néanmoins, une blessure au genou l'écarte des sélections All Blacks en 2010,. De retour en 2011 pour le Tri nations, il est retenu dans le groupe appelé à disputer la Coupe du monde de rugby à XV 2011 malgré une blessure qui l'empêche de commencer la compétition. Il fait ses débuts dans le tournoi contre le Japon, contre qui il marque un essai puis est titularisé contre la France contre qui il inscrit également un essai, mais se blesse à la cheville. Cette blessure le pousse sur le banc au profit de Jerome Kaino et même si la Nouvelle-Zélande remporte la compétition, il ne participe à aucun autre match du tournoi.

## Carrière

### En province et franchise
Thomson a fait ses débuts avec la province d'Otago en septembre 2004 contre Waikato.
Il a débuté dans le Super 14 en 2006 (3 matchs) mais n'a pas joué en 2007. Il a disputé 12 matchs du Super 14 en 2008.

### En équipe nationale
Il a eu sa première sélection avec les All Blacks le 7 juin 2008 et dispute le Tri-nations 2008. Avec les Kiwis, il dispute une Coupe du monde en 2011. Il participe à quatre éditions du Tri-nations/Rugby Championship en 2008, 2009, 2011 et 2012.

## Statistiques

### Franchise et province
- Nombre de matchs en NPC avec Otago: 51
- Nombre de points en NPC avec Otago: 70 (14 essais)
- Nombre de matchs de Super Rugby avec les Highlanders: 68
- Nombre de points en Super Rugby avec les Highlanders: 65 (13 essais)

### En équipe nationale
De 2008 à 2012, Adam Thomson compte 29 sélections avec les All-Blacks, inscrivant 30 points soit 6 essais. Avec les Kiwis, il dispute une Coupe du monde en 2011. Il participe à trois éditions du Tri-nations en 2008, 2009 et 2011 ainsi qu'à une édition du Rugby Championship en 2012.

## Palmarès

### Équipe nationale
- Vainqueur du Tri nations/Rugby Championship en 2008 et 2012.
- Vainqueur de la Coupe du monde en 2011.